# Sanaa
Sanaa (arabisch صنعاء, DMG Ṣanʿāʾ [sˤɑnʕaːʔ], manchmal auch Sana’a geschrieben, veraltet Sana) ist die Hauptstadt des Jemen mit 2.545.000 Einwohnern (Stand: 2017). 2012 betrug die Einwohnerzahl 2.575.347.
Sanaa ist das politische, wirtschaftliche und kulturelle Zentrum des Landes. Die Stadt Sanaa steht als Hauptstadtbezirk (محافظة أمانة العاصمة / muḥāfaẓat amānat al-ʿāṣima) auf derselben Verwaltungsstufe wie die Gouvernements des Jemen und ist zudem Hauptstadt des Gouvernements Sanaa, das die Stadt umgibt.

## Lage
Die Stadt liegt 2200 Meter über dem Meeresspiegel am Westfuß des durch seine Eisengruben berühmten Bergs Nokum, 320 Kilometer nördlich von Aden und 152 Kilometer östlich der Küste des Roten Meeres.

## Geschichte
Die ältesten Inschriften, die Sanaa als Stadt erwähnen, gehen auf das erste Jahrhundert zurück. Vermutet wird, dass an dieser Stelle schon früher gesiedelt wurde. Im 10. Jahrhundert nennt al-Hamdānī den sabäischen König Sha'r Awtar als Gründer der Stadt, der auch den berühmten Ghumdan-Palast erbaut haben soll. Sha'r Awtar lebte in der zweiten Hälfte des 2. Jahrhunderts v. Chr.
Eine Gründungslegende nennt Noahs Sohn Sem als den Gründer der Stadt (Madinat Sam, die Stadt Sems), wobei der alte Name der Stadt Azal angeblich auf Usal, einen Nachkommen Sems, zurückgeht. Daneben wird das Reich der Sabatäer für die Stadtgründung verantwortlich gemacht.
Als Hauptstadt von Himyar (seit 520) war Sanaa im 6. Jahrhundert zwischen Persien und Abessinien umkämpft. Während der fünfzigjährigen Herrschaft der Abessinier (siehe: Abraha) wurde mithilfe des byzantinischen Kaisers Justinian I. eine große Kathedrale erbaut, die als größte südlich des Mittelmeerraums galt.

### Muslimische Zeit

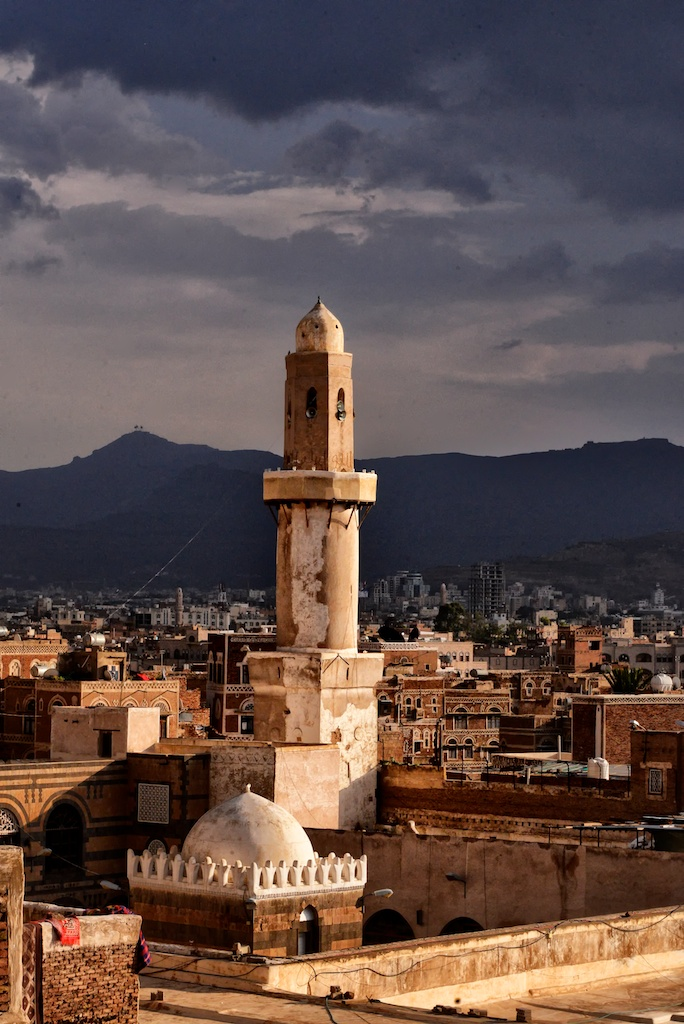
Große Moschee in der Altstadt von Sanaa

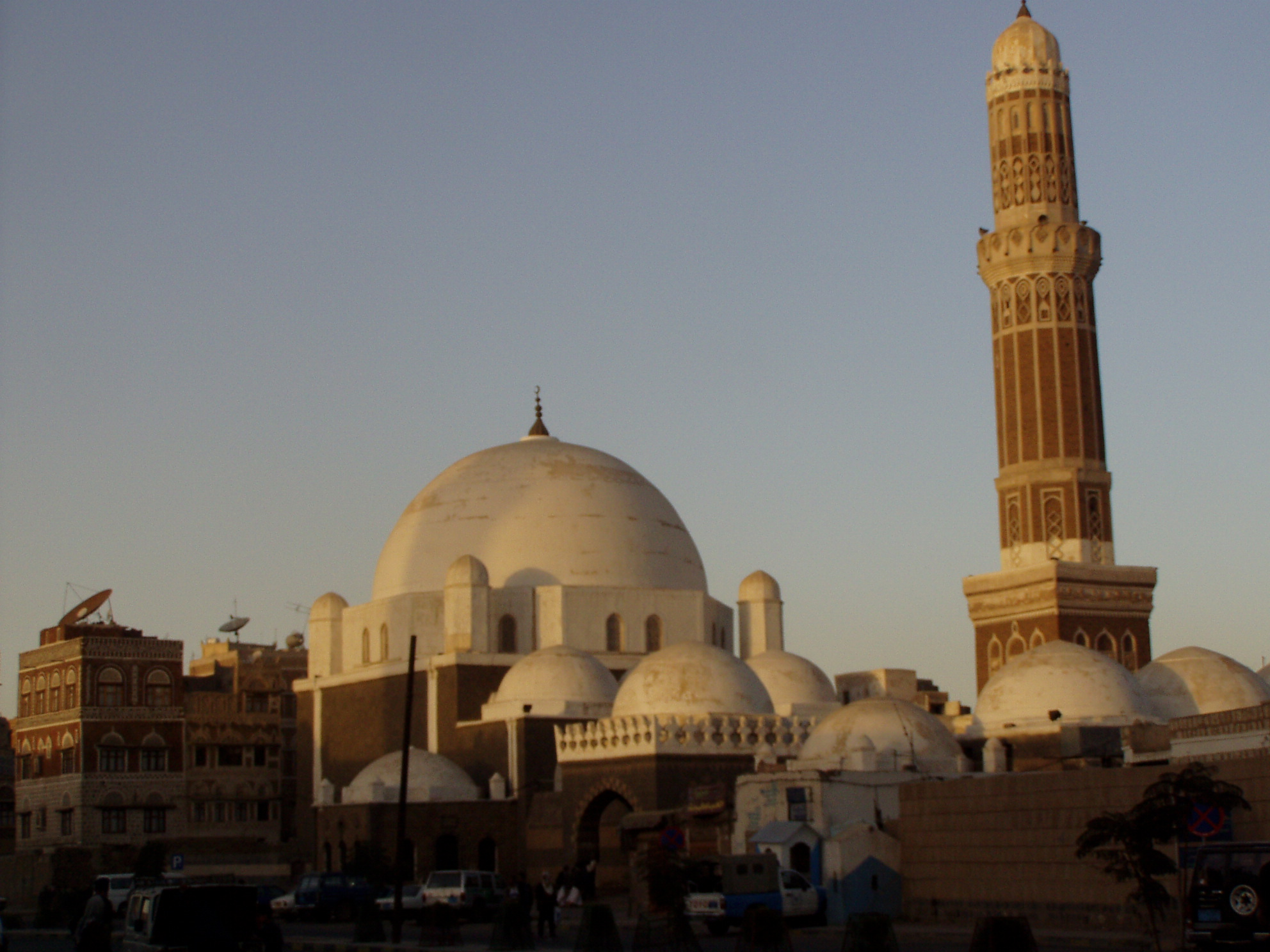
al-Bakiriyyah-Moschee von 1597, türkisch rekonstruiert um 1880

Im Jahr 628 veranlasste wohl der Prophet Mohammed persönlich die Errichtung der ersten Moschee in Sanaa. Der Islam wurde zur Hauptreligion des Jemen. Die Große Moschee in Sanaa mit einer Länge von vermutlich 55 Meter wurde von einem Gefährten Mohammeds, Farwah ibn Musayk, erbaut. Sie muss an das Grundstück des 632 zerstörten Ghumdan-Palastes angegrenzt haben. Umbaumaßnahmen und architektonische Erweiterungen folgten um 707 unter dem Umayyaden-Kalifen al-Walid I. Die Verwendung von Arkaden und die Gestaltung der Lichtarchitektur im Hallendach lassen vermuten, dass byzantinische und sassanidische Vorbilder einwirkten. Unter den nachfolgenden Abbasiden wurden etwa 753/54 kufische Inschriften der Umayyaden zur Erneuerungsgeschichte des Baus getilgt und erneut Umbauten vorgenommen. Dabei sollen Werkstoffe der zerstörten christlichen Großen Kathedrale eingebracht worden sein. 1972 wurden per Zufall Koranfragmente aus dieser Zeit gefunden, die immer noch aufgearbeitet werden.
Im 12. Jahrhundert fiel der Landstrich unter die Herrschaft der Ayyubiden. Die Stadt Sanaa wurde zu dieser Zeit von einem schiitischen Imam beherrscht, der die weltliche und geistliche Macht auf sich vereinigte und dessen Würde erblich war. Die Hauptstadt war Saʿda (siehe Zaiditen, regionale Imamherrschaft erst 1962 beendet).
Das Eindringen von Truppen der ägyptischen Mamluken nach Jemen – 1517 wurde Sanaa ein autonomes Sultanat – leitete die erste türkische Besatzungszeit ein, die 1538 mit dem Sultanat Suleimans des Prächtigen begann. 1547 besetzten türkische Truppen Sanaa. Der 1597 erbaute Moscheen-Komplex der Al-Bakiriyyah nahe der Zitadelle hatte den Erbauer Hasan Pascha. Eine quadratische Gebetshalle von 17 Meter Seitenlänge und eine zentral überkrönende Kuppel prägen das Bauwerk. Die Türken beschränkten die Macht des Imams nach und nach auf die Stadt Sanaa und einige andere Orte, doch 1629 wurden die Osmanen von den Zaidi-Imamen wieder vertrieben, die sich bis in die Mitte des 19. Jahrhunderts hielten.
Im 18. Jahrhundert betrat Carsten Niebuhr als erster Europäer der Neuzeit die Stadt. Seine Expedition stand im Auftrag des dänischen Königs Friedrich V. 1835 landeten erneut osmanische Truppen an der Küste von Jemen, 1872 eroberten sie Sanaa. Die von 1872 bis 1890 regierenden Osmanen leiteten ein Modernisierungsprogramm, die Tanzimat, im Reich ein. Gegen Ende des 19. Jahrhunderts wies sie ein Kastell und Mauern mit Türmen, 50 Moscheen, Karawansereien, öffentliche Bäder, Gärten und Weinberge, lebhaften Handel (besonders mit Kaffee) und ungefähr 30.000 Einwohner auf. Darunter waren auch 1500 Juden. Eine Wasserleitung führte Wasser vom Berg Nokum in die Stadt.
1905 wurde Sanaa von Truppen unter Yahya Hamid ad-Din belagert, der in der Stadt eine Imamherrschaft etablierte und zahlreiche Juden ermordete oder zum Islam zwangskonvertierte, andere flüchteten nach Palästina. Nach dessen Ermordung 1948 verlegte sein Sohn, Ahmad ibn Yahya (1948–1962), die Hauptstadt des Königreichs Jemen nach Taʿizz. Nach dessen Tod wurde 1962 die Jemenitische Arabische Republik (Nordjemen) mit der Hauptstadt Sanaa ausgerufen. Ein Bürgerkrieg brach aus, der bis 1969 währte. Die Verbündeten Nordjemens, Ägypten und die Sowjetunion, unternahmen große Vorhaben zur städtebaulichen Entwicklung.

### Hauptstadt des gesamten Jemen
Nach der Wiedervereinigung beider Jemen 1990 wurde de jure Sanaa Hauptstadt des gesamten Jemen. Als Hauptstadt der neuen Republik beherbergt Sanaa den Präsidentenpalast, das Parlament, den Obersten Gerichtshof und die Ministerien. Die Regierung ist der größte Arbeitgeber. Die massive Zuwanderung ist eine Belastung für die unterentwickelte Infrastruktur, insbesondere für die Wasserversorgung. Die Arabische Liga wählte Sanaa zur Kulturhauptstadt der Arabischen Welt 2004. 2007 veranstalteten die deutsche und französische Botschaft das Kulturereignis „Sanaa – City of Lights“. 2008 wurde die große nach dem Präsidenten benannte Saleh-Moschee vollendet, die mehr als 40.000 Gläubigen Platz bietet.
In der jüngsten Vergangenheit war Sanaa Schauplatz gewaltsamer Auseinandersetzungen und Ziel terroristischer Anschläge. 2011 starben zahlreiche Menschen bei Gefechten zwischen Regierungssoldaten und Anhängern oppositioneller Gruppierungen (siehe Proteste im Jemen 2011). Ein Selbstmordattentat am 21. Mai 2012 tötete mehr als 120 Menschen.
Im Oktober 2013 wurde ein Sicherheitsbeamter der deutschen Botschaft erschossen. Im November 2013 wurde ein Militärberater aus Belarus in Sanaa erschossen, ein weiterer verletzt. Bei einem Anschlag auf das Verteidigungsministerium am 5. Dezember 2013 starben dutzende Menschen, darunter auch Entwicklungshelfer der GIZ.
Im September 2014 brachten zaiditisch-schiitische Huthi-Rebellen gewaltsam die Stadt unter ihre Kontrolle. Im Januar 2015 stürmten sie den Präsidentenpalast, woraufhin Präsident Hadi kurz darauf nach Aden floh. Am 20. März 2015 verübten Selbstmordattentäter während der Gebete Sprengstoffanschläge auf zwei zaiditisch-schiitische Moscheen der Stadt, bei denen nach UN-Angaben 140 Menschen getötet und 350 verwundet wurden. Der jemenitische Zweig der Terrormiliz Islamischer Staat bekannte sich zu der Tat.
Während der Militärintervention im Jemen seit 2015 wurden nach Angabe der UNESCO in der Altstadt von Sanaa bei „massiven Luftangriffen“ einer saudi-arabisch geführten und von den USA und Großbritannien unterstützten Militärkoalition in der Nacht des 11. Mai 2015 historische Gebäude wie alte Lehmhäuser, Moscheen und Hamams, die aus der Zeit vor dem 11. Jahrhundert stammen, „schwer beschädigt“. Am 8. Oktober 2016 starben mehr als 140 Menschen bei mehreren hundert weiteren Verletzten durch einen Angriff der von Saudi-Arabien geführten Militärkoalition auf eine Trauerfeier. Eine Untersuchungskommission nannte am 15. Oktober 2016 „falsche Informationen“ als Grund für den Angriff.

### Bevölkerungsentwicklung
Hatte Sanaa noch 1975 nur 135.000 Einwohner, so waren es 1985 durch Zuwanderung und allgemeine Landflucht bereits 400.000. 2008 waren es bereits über zwei Millionen. Das Bevölkerungswachstum schreitet unkontrolliert voran, die meist einfachen Siedlungen breiten sich in alle Richtungen aus. Die oft selbst errichteten, relativ geräumigen Häuser erwecken nicht den Eindruck von Notunterkünften, wie sie aus Südamerika oder Indien bekannt sind. Die klassische Altstadt bewohnen weniger als 50.000 Menschen. Die folgende Übersicht zeigt die Einwohnerzahlen nach dem jeweiligen Gebietsstand.
| Jahr | Einwohner |
| ---- | --------- |
| 1911 | 20.000    |
| 1921 | 23.000    |
| 1931 | 25.000    |
| 1940 | 80.000    |
| 1963 | 100.000   |
| 1965 | 110.000   |
| 1975 | 134.600   |

| Jahr | Einwohner |
| ---- | --------- |
| 1981 | 280.000   |
| 1986 | 427.505   |
| 1994 | 954.448   |
| 2001 | 1.590.624 |
| 2005 | 1.937.451 |
| 2012 | 2.575.347 |
| 2017 | 2.545.000 |

## Stadtbild

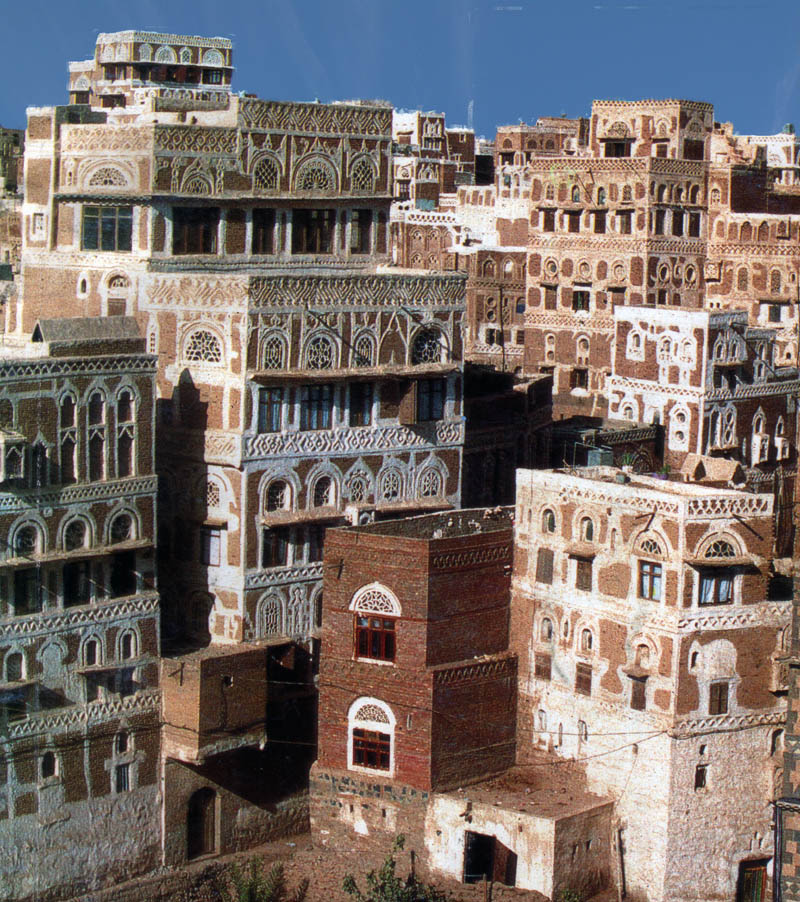
Typische Turmhäuser

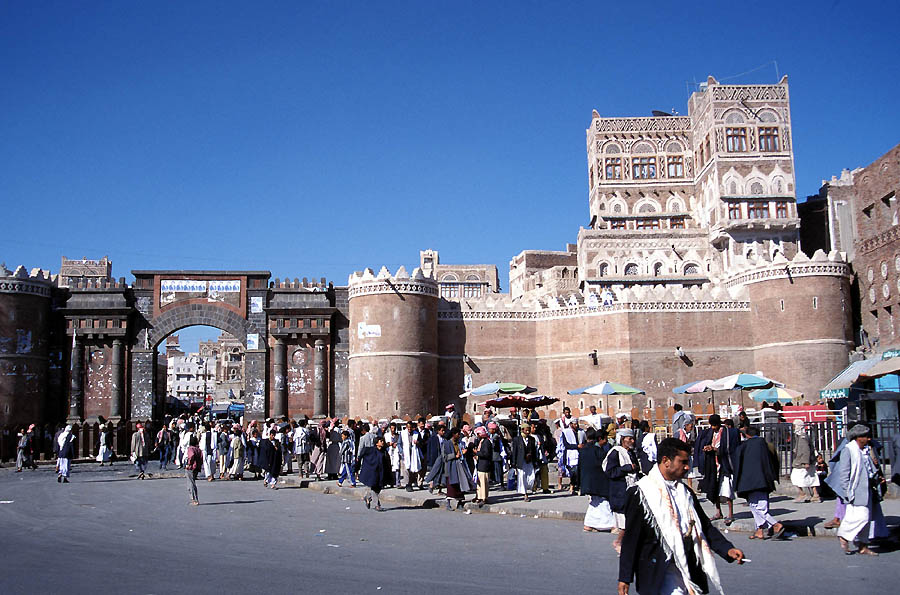
Das „Tor des Jemen“ ' im Stadtzentrum ist das einzige verbliebene Stadttor von ehemals acht Altstadtzugängen.

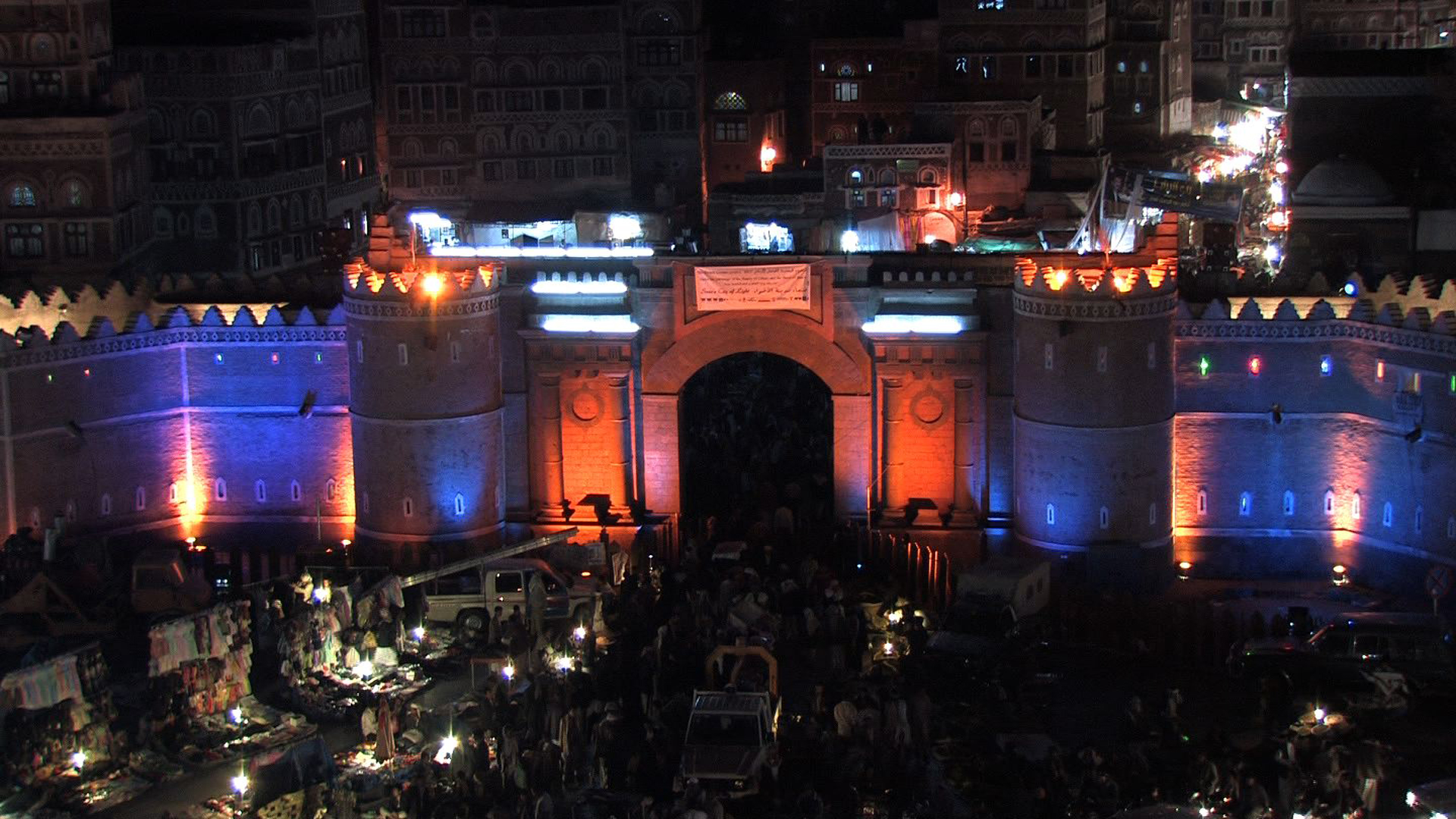
Audiovisuelle Installation „Sana’a – City of Lights“ als deutsch-französisch-jemenitisches Kulturprojekt (2007)

Der Hauptstadtbezirk gliedert sich in zehn Distrikte. Das bebaute Gebiet der Stadt bedeckt eine Fläche von fast 200 Quadratkilometern, der Flächenverbrauch schreitet schnell voran. Die Bevölkerungsdichte beträgt 20.439,3 Einwohner pro km².
Sanaa ist weltberühmt für seine einzigartige Architektur. Das Nationalmuseum ist heute in einem kürzlich renovierten ehemaligen Palast des Imams (Herrschers) untergebracht. Es befindet sich am Tahrir-Platz im Zentrum der Stadt, wo auch die Nationalbibliothek von Jemen angesiedelt ist.
Die Altstadt umgibt eine Stadtmauer, die ursprünglich von acht Toren unterbrochen war, von denen heute nur noch eines erhalten ist: das 1875 errichtete und 1905 von den Türken in seine heutige Form gebrachte Bab al-Yaman (Jemen-Tor). Sie besteht aus Tausenden bis zu acht Stockwerke hohen Turmhäusern in Lehmbauweise, die vor mehreren hundert Jahren erbaut wurden.
Die Altstadt von Sanaa wurde 1986 zum UNESCO-Weltkulturerbe erklärt und in der Folge restauriert. Das Restaurierungsprojekt wurde 1995 mit dem Aga Khan Award for Architecture ausgezeichnet. In der Altstadt gibt es verschiedene Museen und einen Basar, auf dem unter anderem Schmuck, Silber, Seide, Lederwaren und Teppiche gehandelt werden. Am 2. Juli 2015 wurde die Altstadt von Sanaa aufgrund der Zerstörungen und Gefährdung durch den bewaffneten Konflikt auf die Liste des gefährdeten Welterbes gesetzt.
Mahwa Aser (محوى عصر) ist ein Slum-Viertel in Sanaa. Dort leben ca. 17.000 Menschen in improvisierten Behausungen ohne Wasser- und Stromanschluss. Auch gibt es keine Schule im Stadtgebiet. Weiterem Zuzug begegnet die örtliche Polizei bisweilen durch Abriss der Domizile, um einer Ausweitung der Gesundheitsbeeinträchtigungen für die Stadt zu begegnen.

## Kultur
Der musikalische Regionalstil von Sanaa ist die um 1900 entstandene Liedgattung al-Ghina as-Sanʿani (الغناء الصنعاني). Sie entstand aus Sufi-Liedern, deren Tradition bis ins 14. Jahrhundert zurückreicht, und dem Musikstil, den osmanische Offiziere im 17. Jahrhundert ins Land brachten. Sänger trugen früher die nach der jemenitischen Umgangssprache benannte Homaynī- Poesie mit der viersaitigen Laute Qanbus oder dem Kupfergong Sahn Nuhasi als Begleitung vor. Beide Instrumente wurden seit Mitte des 20. Jahrhunderts weitgehend durch die arabische Laute Oud (ʿud) ersetzt. Der Qanbus war so mit der Stadt verbunden, dass er auch ʿud ṣanʿānī genannt wurde.

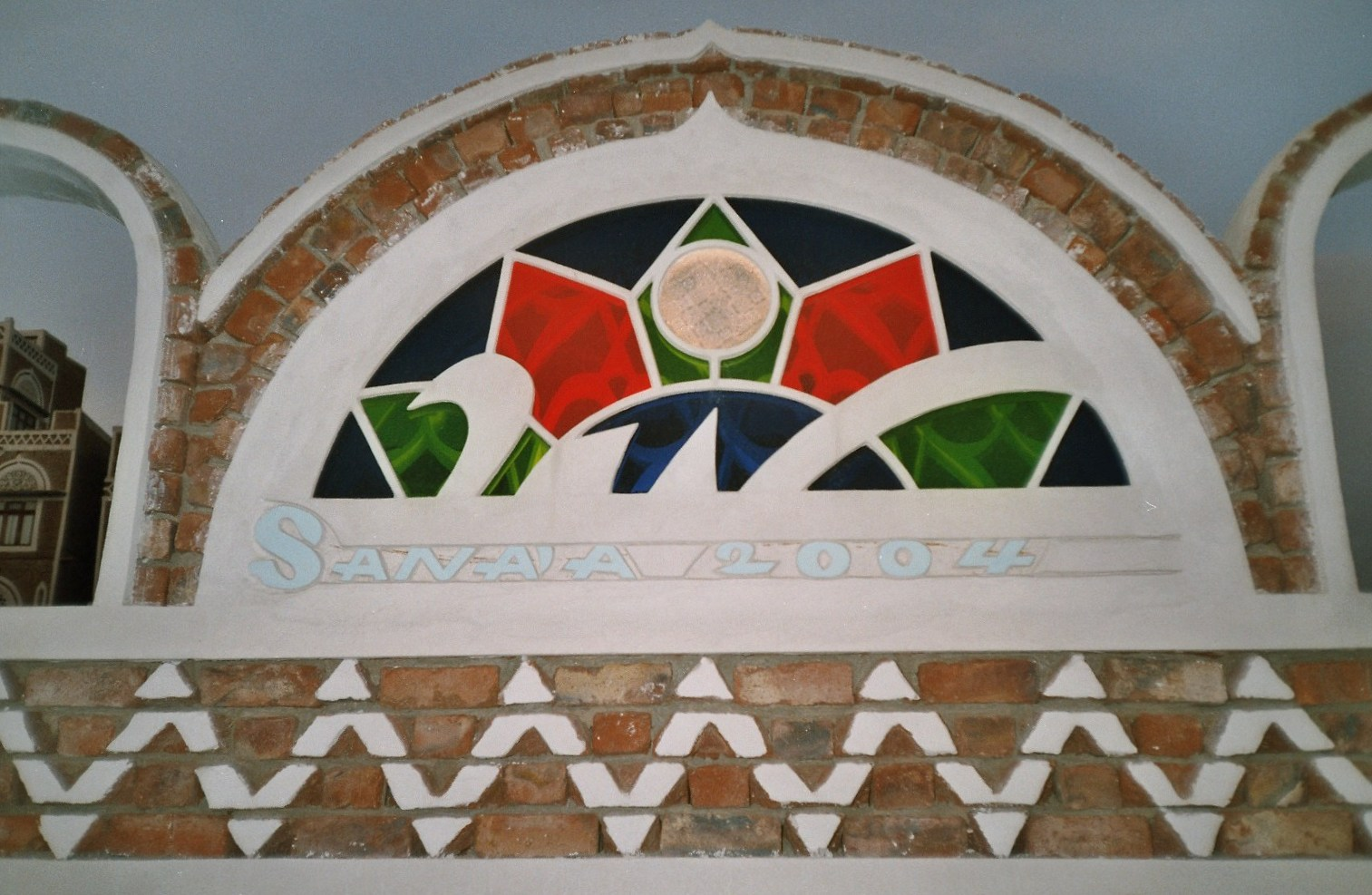
Logo der arabischen Kulturhauptstadt 2004

Im Jahr 2004 war Sanaa Kulturhauptstadt der Arabischen Welt.
Vom 10. Januar bis zum 17. Januar nahm der deutsche Literaturnobelpreisträger Günter Grass am arabisch-deutschen Romanschriftstellertreffen in Sanaa teil. Am 15. Februar 2004 spielte die Europa Philharmonie aus Magdeburg unter der Leitung ihres Chefdirigenten Reinhard Seehafer vor ca. 5000 Zuhörern unter freiem Himmel in der Altstadt von Sanaa Beethoven, Brahms und Mozart. Es war das erste Konzert eines philharmonischen Orchesters im Jemen überhaupt.
Vom 29. Mai bis zum 5. Juni folgte der Chur Cölnische Chor Bonn einer Einladung Khalid al-Rewaishans, des Ministers für Kultur und Tourismus der Republik Jemen, und gab drei Konzerte im Kulturzentrum Mercas al-Thaqqafi. Das Konzertprogramm umfasste deutsche weltliche A-cappella-Literatur der letzten fünf Jahrhunderte. Die Reise wurde unterstützt vom Auswärtigen Amt und vom Goethe-Institut.

## Wirtschaft und Infrastruktur

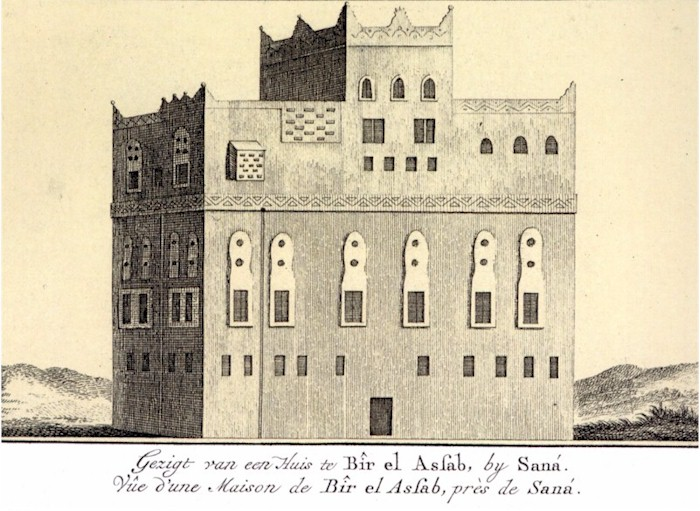
Villa in einem Vorort: Zeichnung von Carsten Niebuhr im 18. Jahrhundert

Die Stadt ist das wichtigste Handelszentrum des Landes. Betriebe für die Textilindustrie, das Handwerk und Munitionsfabriken sind in der Stadt angesiedelt. Sanaa liegt in einer überwiegend vom Obstanbau bestimmten Region.
Einen bedeutenden Schritt nach vorn machte die wirtschaftliche Entwicklung der Stadt, als im Januar 1959 die erste Telefonanlage in Betrieb genommen wurde. Diese Anlage war für 800 Teilnehmer ausgelegt und von Technikern der DDR errichtet worden. Mit einfachen Werkzeugen wurden dafür etwa 35 Kilometer Erdkabel innerhalb der Stadt und bis zum Flughafen verlegt. Zu dieser Zeit wurden auch die ersten Schritte zur Elektrifizierung Sanaas unternommen.
Das Trinkwasser für die Stadt kam zum großen Teil aus dem westlich gelegenen Dorf Hadde. Der Grundwasserpegel lag in den 1950er Jahren in etwa 25 bis 30 Metern Tiefe, heute dürfte er auf 150 bis 200 Meter abgesunken sein. Für die Versorgung der Stadt stellt dies ein ernsthaftes Problem dar. Durch die enorme Entwicklung und bauliche Ausdehnung ist Hadde heute zu einem Stadtteil von Sanaa geworden.

### Verkehr
Bis in die 1960er Jahre gab es keine befestigte Straße nach Sanaa, auch nicht innerhalb der Stadt. Selbst die Start- und Landebahn des Flughafens war nicht asphaltiert.
Im öffentlichen Personennahverkehr werden privatbetriebene Minibusse und Taxis eingesetzt. Es gibt weiß-gelbe Taxis ohne Zähler und gelbe bzw. rot-gelbe Rahataxis mit Zähler. Der internationale Flughafen befindet sich etwa sieben Kilometer nördlich von Sanaa.

### Bildung
Die Universität Sanaa wurde 1970 gegründet.

## Umgebung

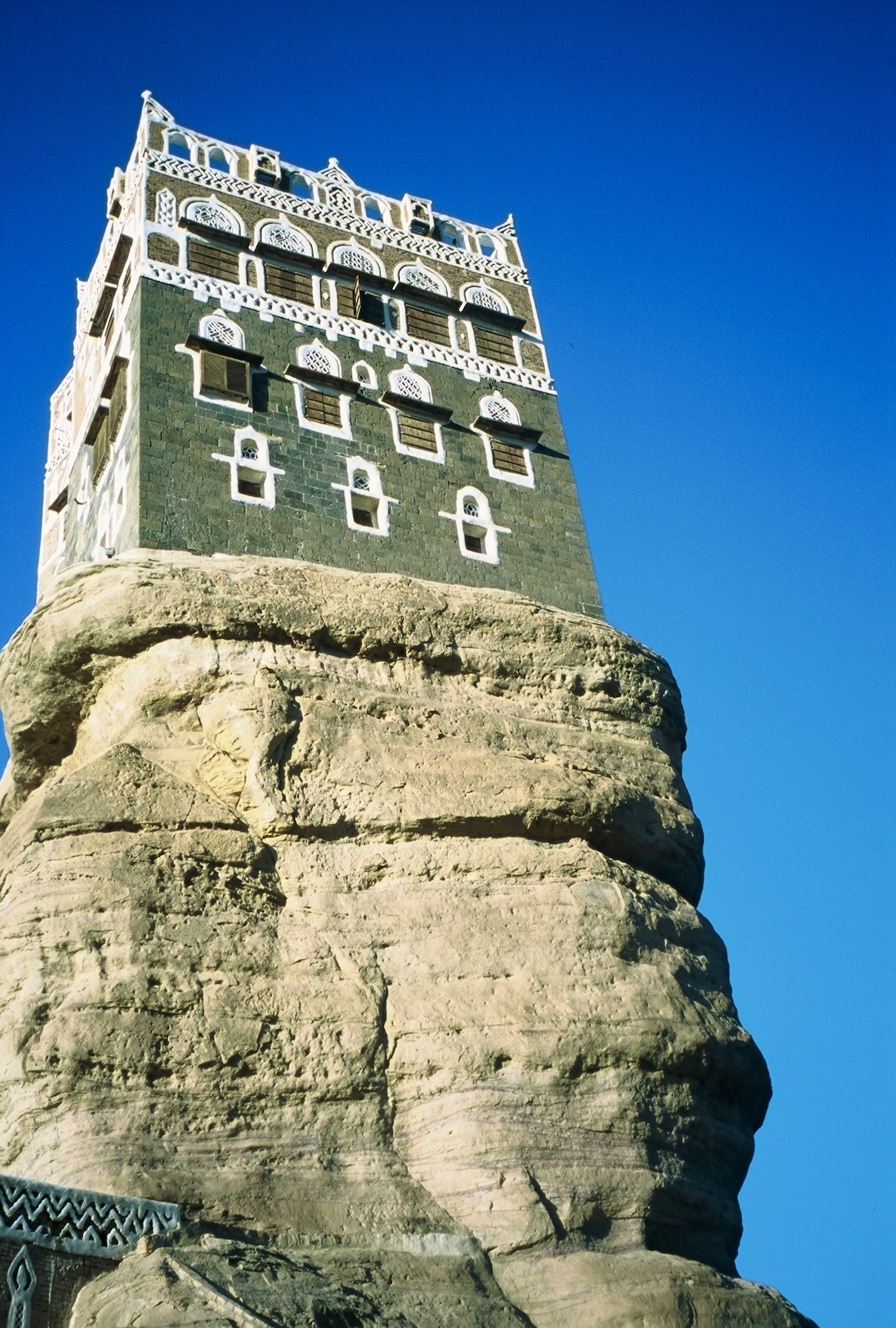
Residenz des Imams Yahya im Wādī Ẓahr nahe Sanaa

Ein beliebtes Ausflugsziel der Bevölkerung von Sanaa ist das Wadi Zahr, oft auch Wadi Dhar genannt. Es ist berühmt für den Felsenpalast des Imams und seine bunten Obstgärten. Freitags finden auf dem Plateau Hochzeitstänze statt.
Unweit von Sanaa liegt auf einem Berg Baynun, eine alte Festungsanlage aus himyaritischer Zeit, von der heute nur noch Ruinen erhalten sind. Bei dem arabischen Geographen Yāqūt al-Hamawī ar-Rūmī heißt es, dass der Bau vom israelischen König Salomo erbaut und dann der Königin von Saba geschenkt worden sei. Im Jahr 525, zur Zeit der Eroberung des Jemens durch die Aksumiten, sei (ebenfalls nach Yāqūt) die Festung durch König Ella Asbeha zerstört worden, um den letzten Himyariten-König Yusuf Asʾar Yathʾar zu stürzen, der dann auch fiel.

## Söhne und Töchter der Stadt
- Abdullah as-Sallal (1917–1994), jemenitischer Offizier und Politiker
- Abd al-Karim Abdullah al-Araschi (1934–2006), jemenitischer Politiker und kurzzeitig Präsident der Arabischen Republik Jemen
- Khadija al-Salami (* 1966), erste jemenitische Filmemacherin

## Städtepartnerschaften
- Ankara (Türkei)[28]
- Duschanbe (Tadschikistan)

## Sonstiges
- In der Erzählung Das Ebenholzpferd aus Tausendundeine Nacht spielt die Stadt eine zentrale Rolle.
- Im Spiel Uncharted 3: Drake’s Deception wurden Teile der Stadt virtuell nachgestellt.

## Historische Aufnahmen aus Sanaa (1958)

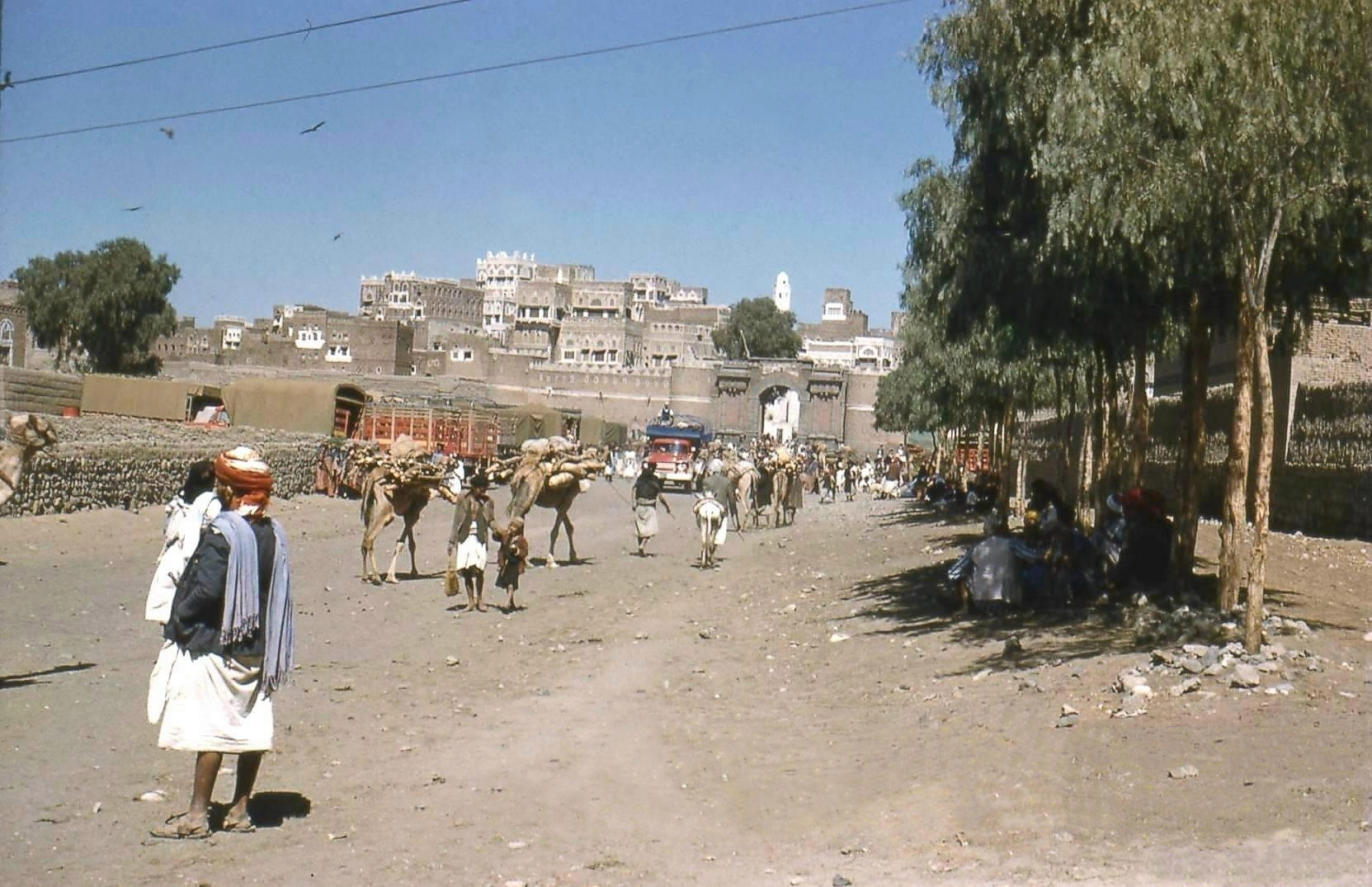
Taizz Road, im Hintergrund das Bab al-Yaman (Ende der 1950er Jahre)
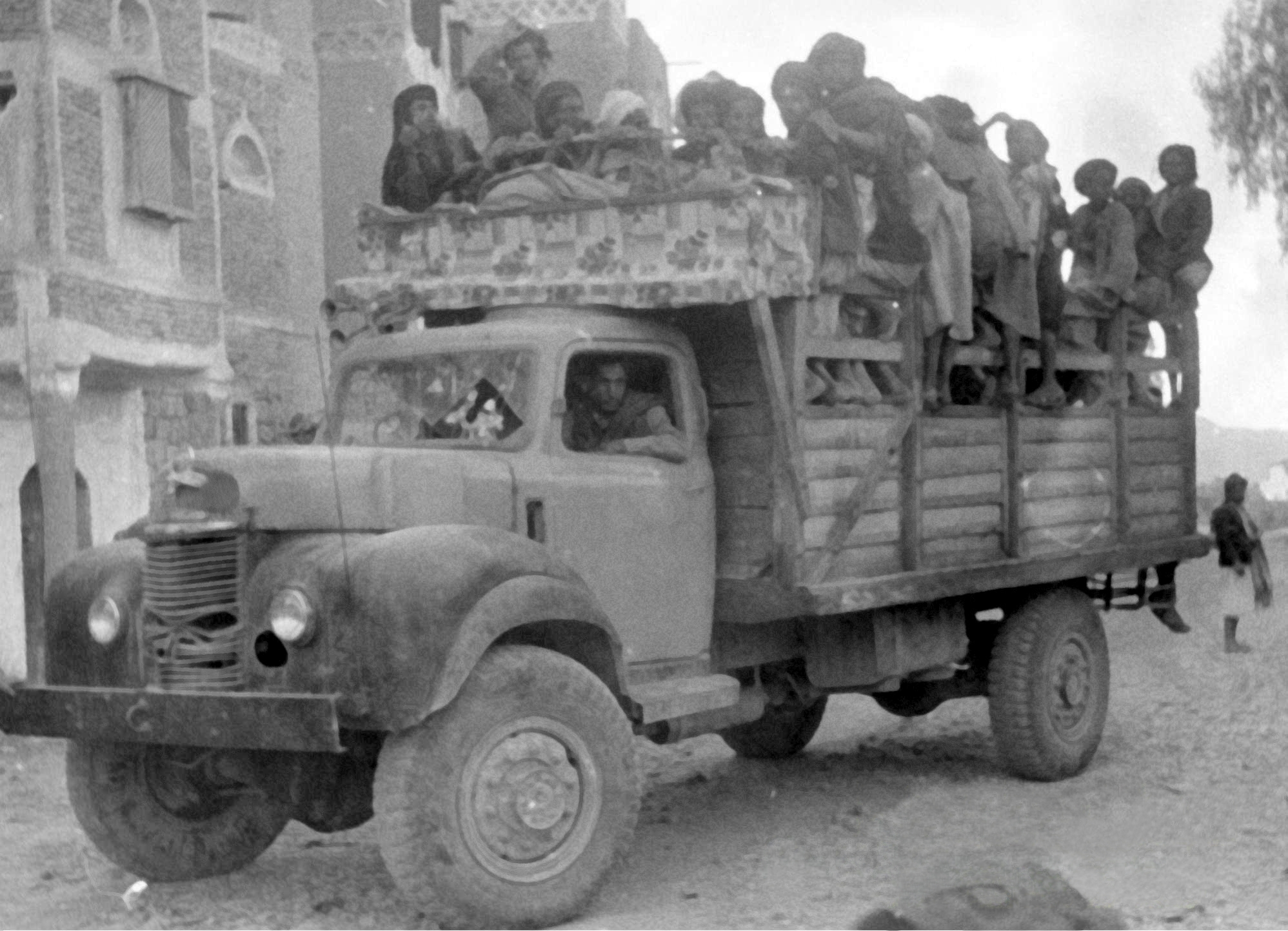
Sammeltaxi (1958)
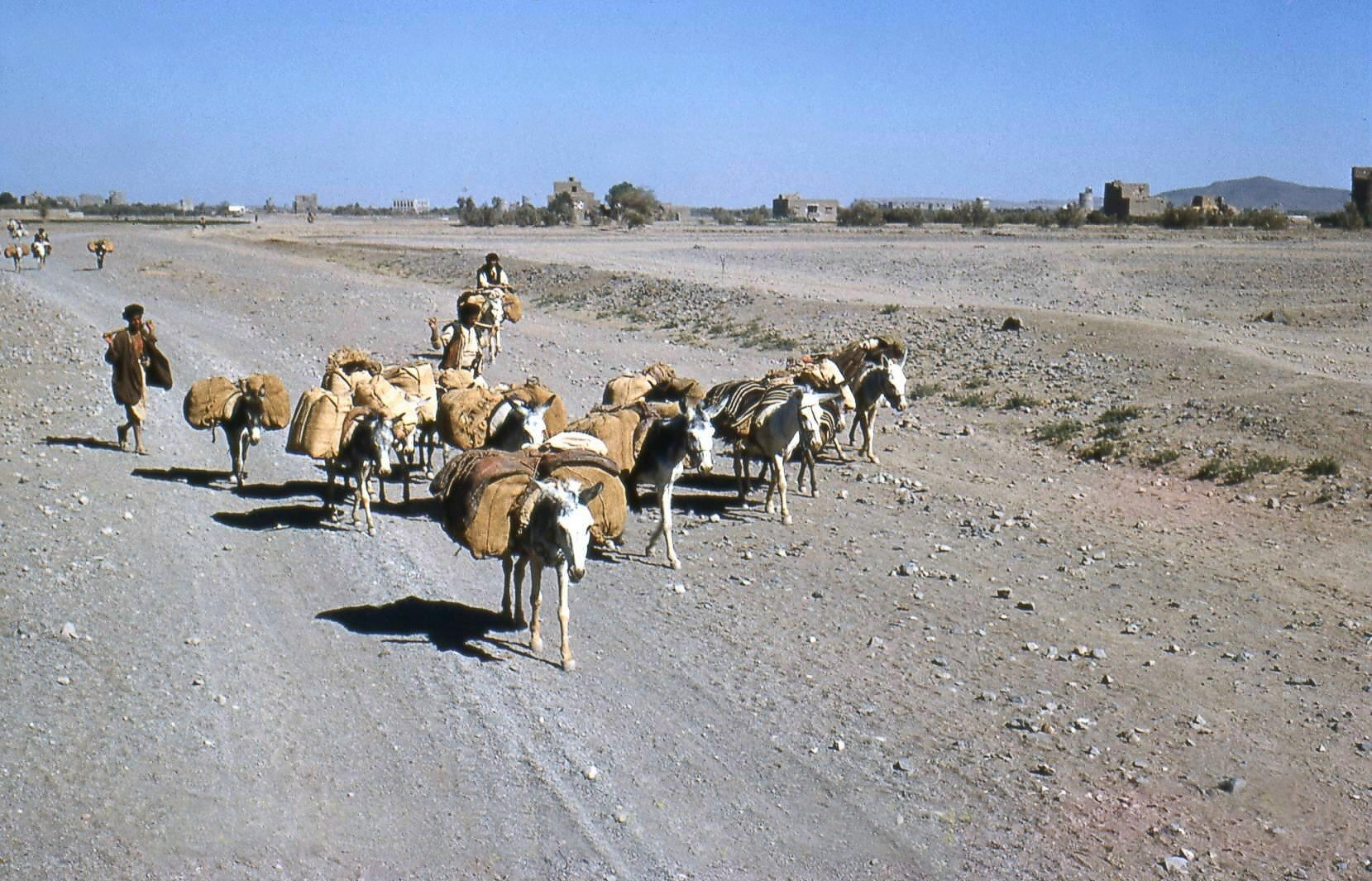
Qat-Anlieferung für Sanaa
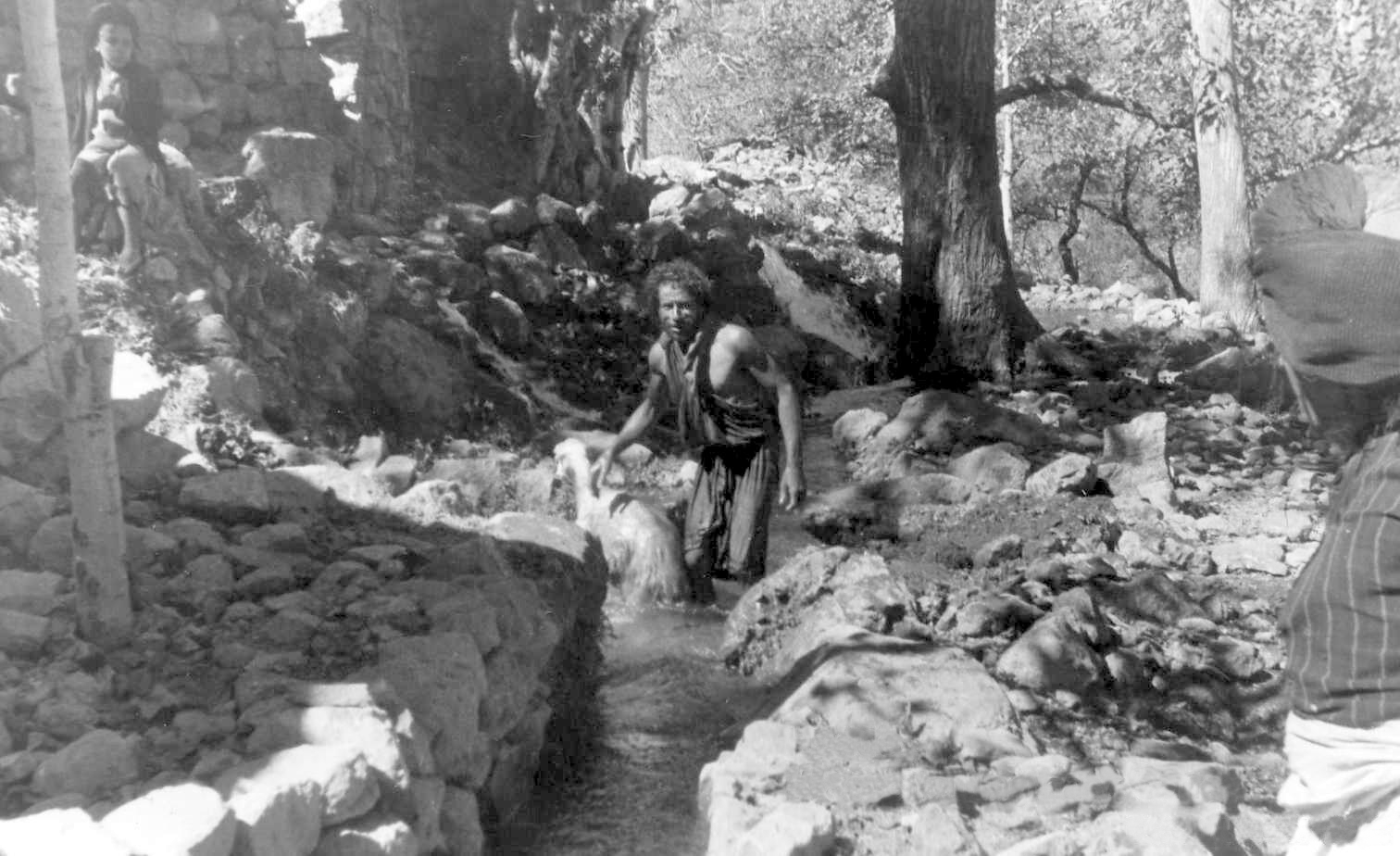
Wasserleitung nach Sanaa
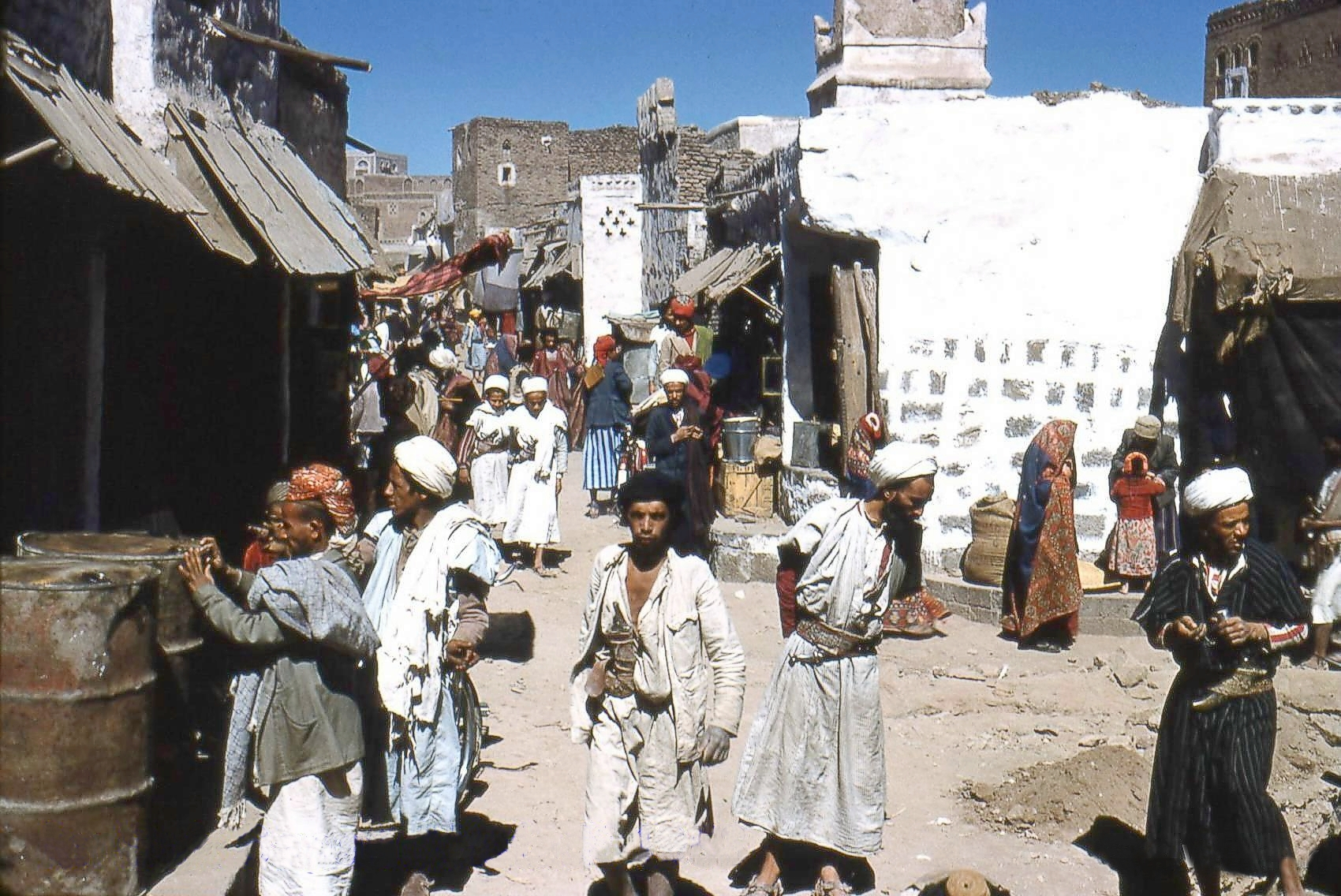
Im Suq der Altstadt von Sanaa
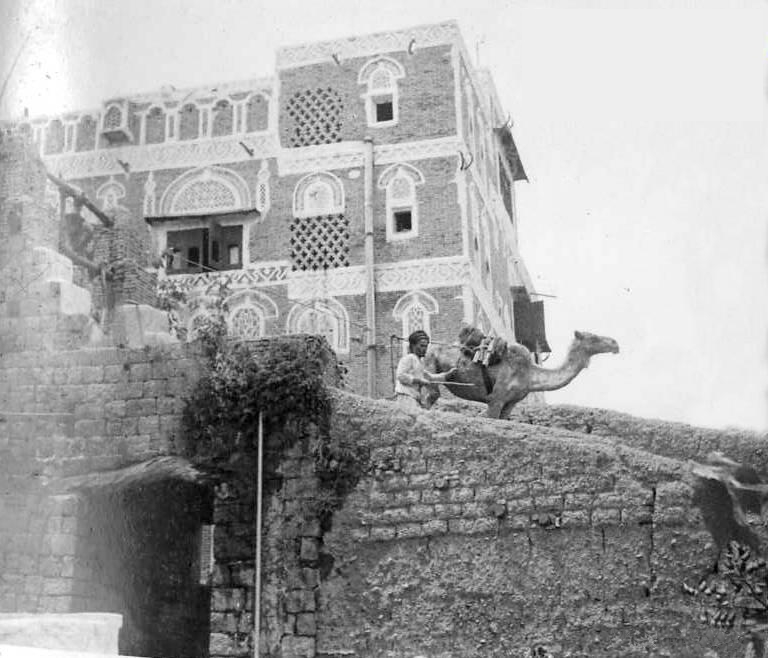
Wasserförderung aus 20 m Tiefe, Sanaa Neustadt (1958)
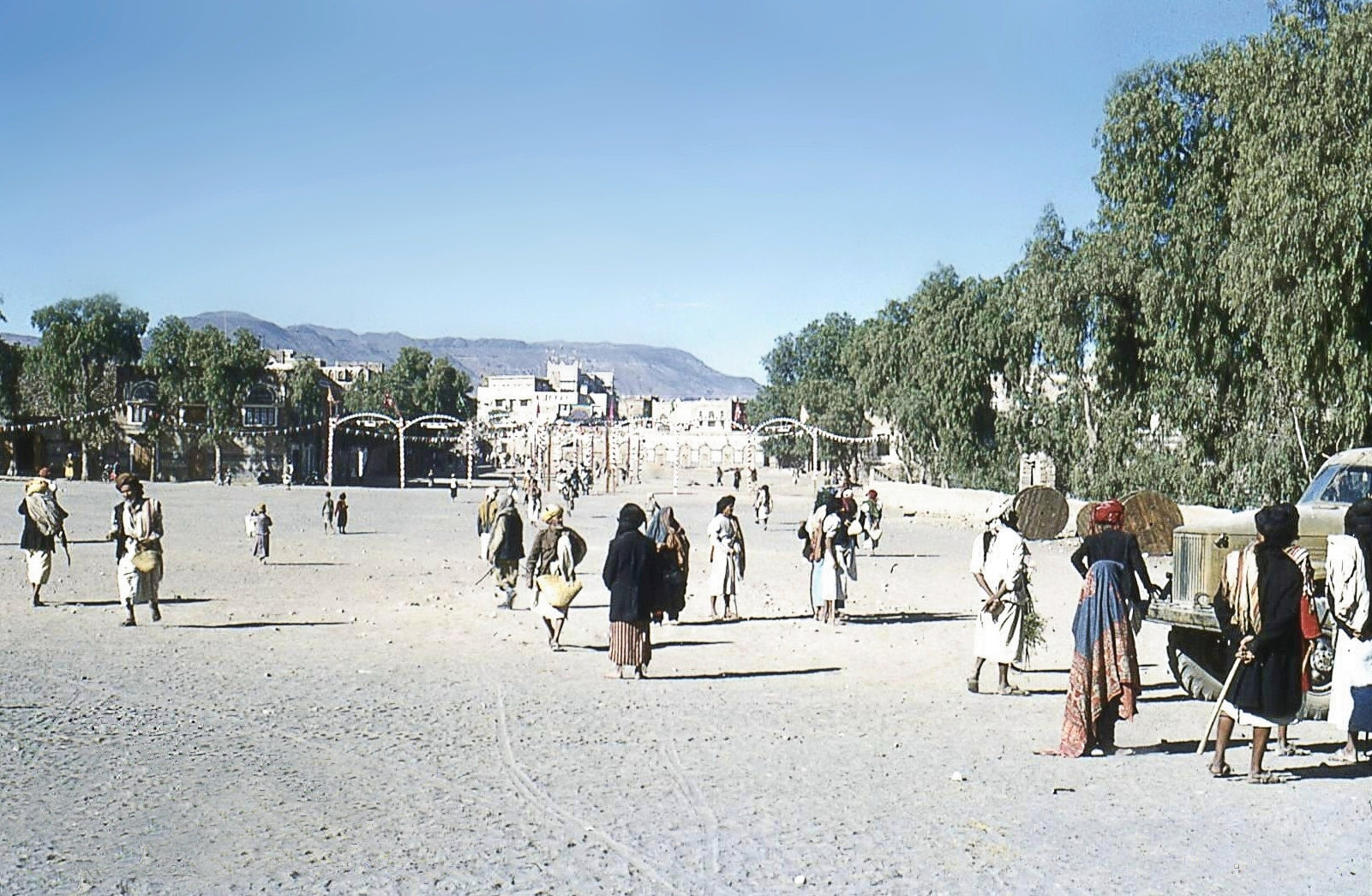
Sherara-Platz (1958), heute Tahrir-Platz
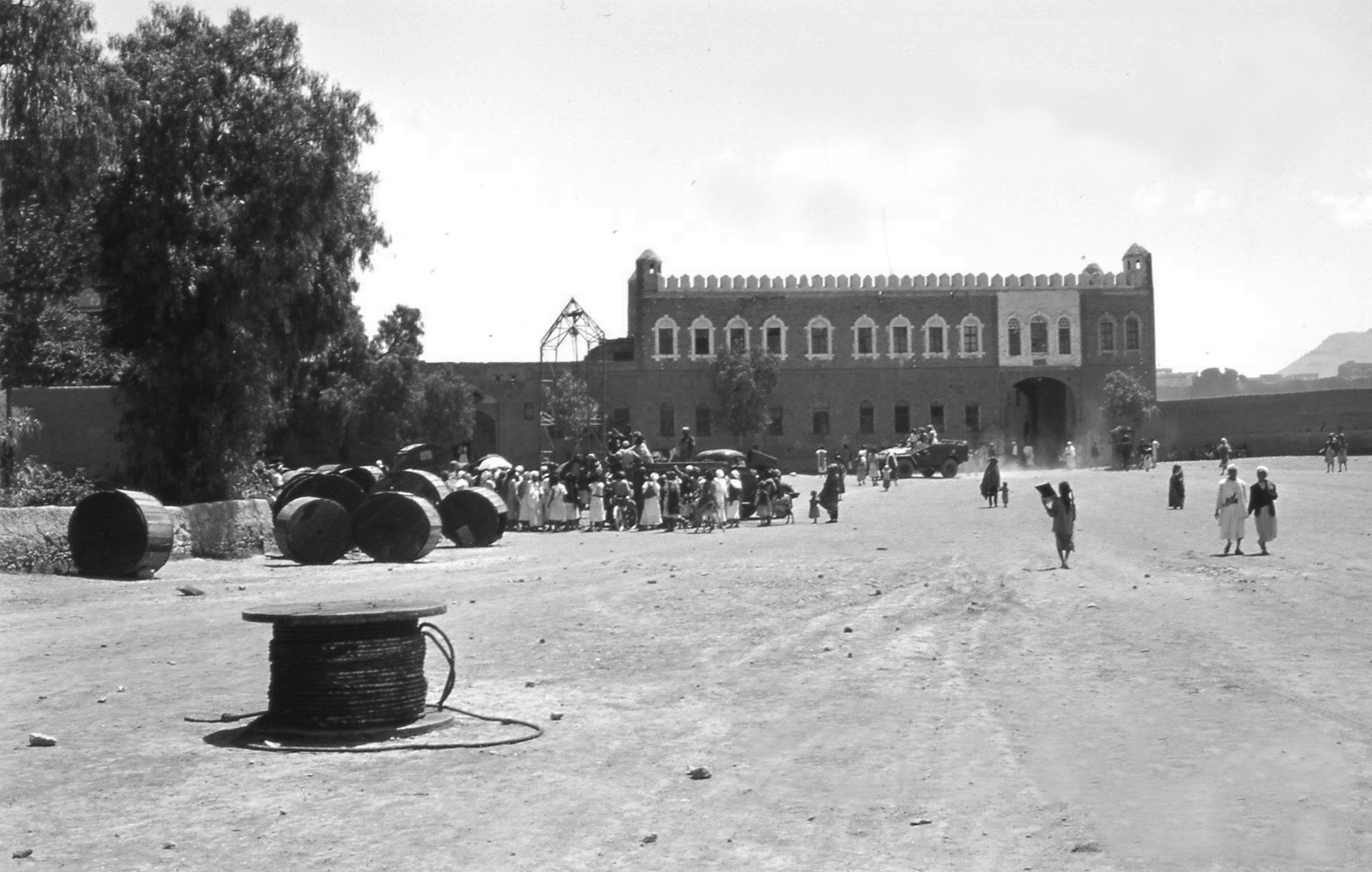
Sherara-Platz mit Bab as-Sarah (1958)
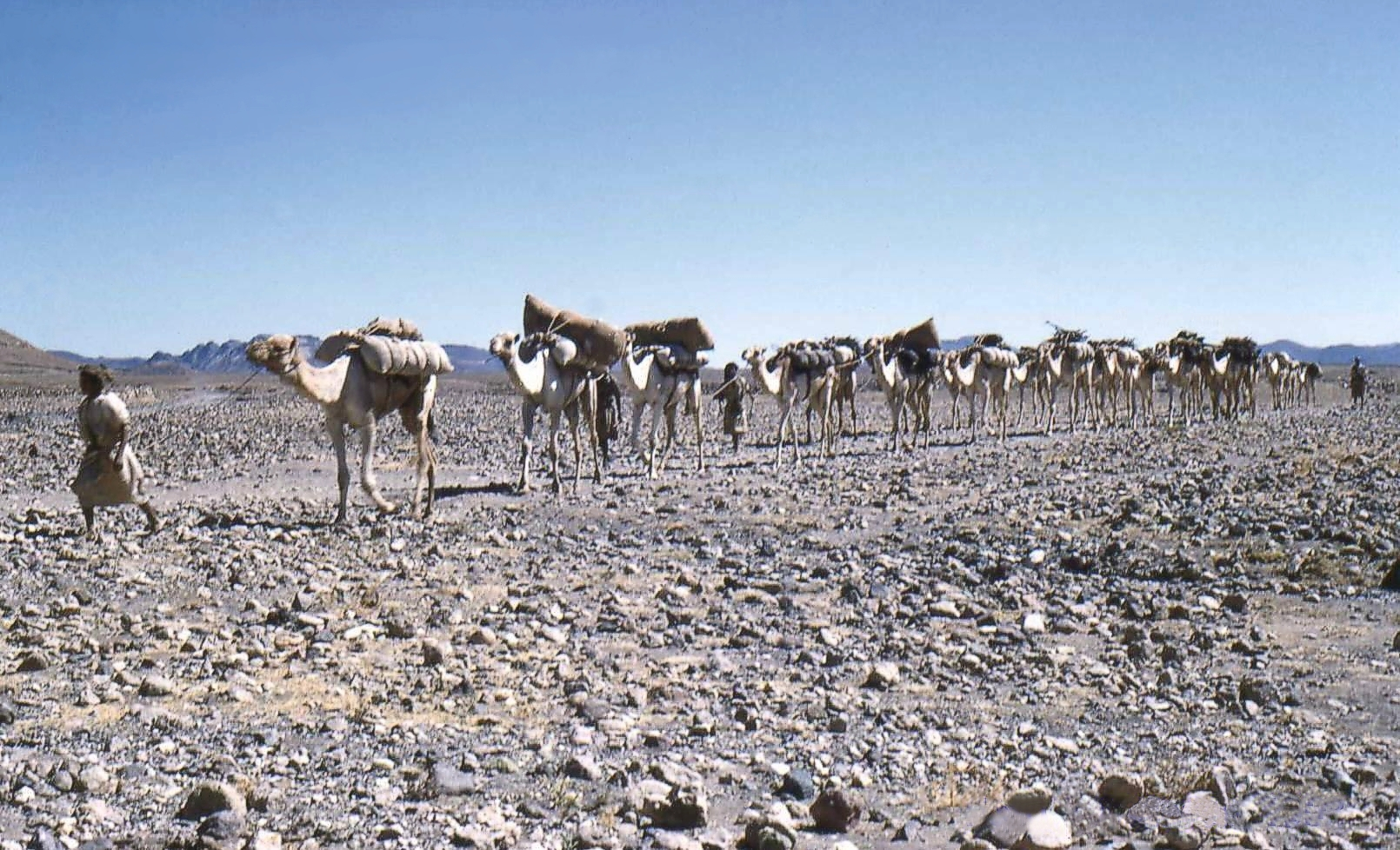
Warenlieferung für Sanaa mit Kamelkarawane (1958)
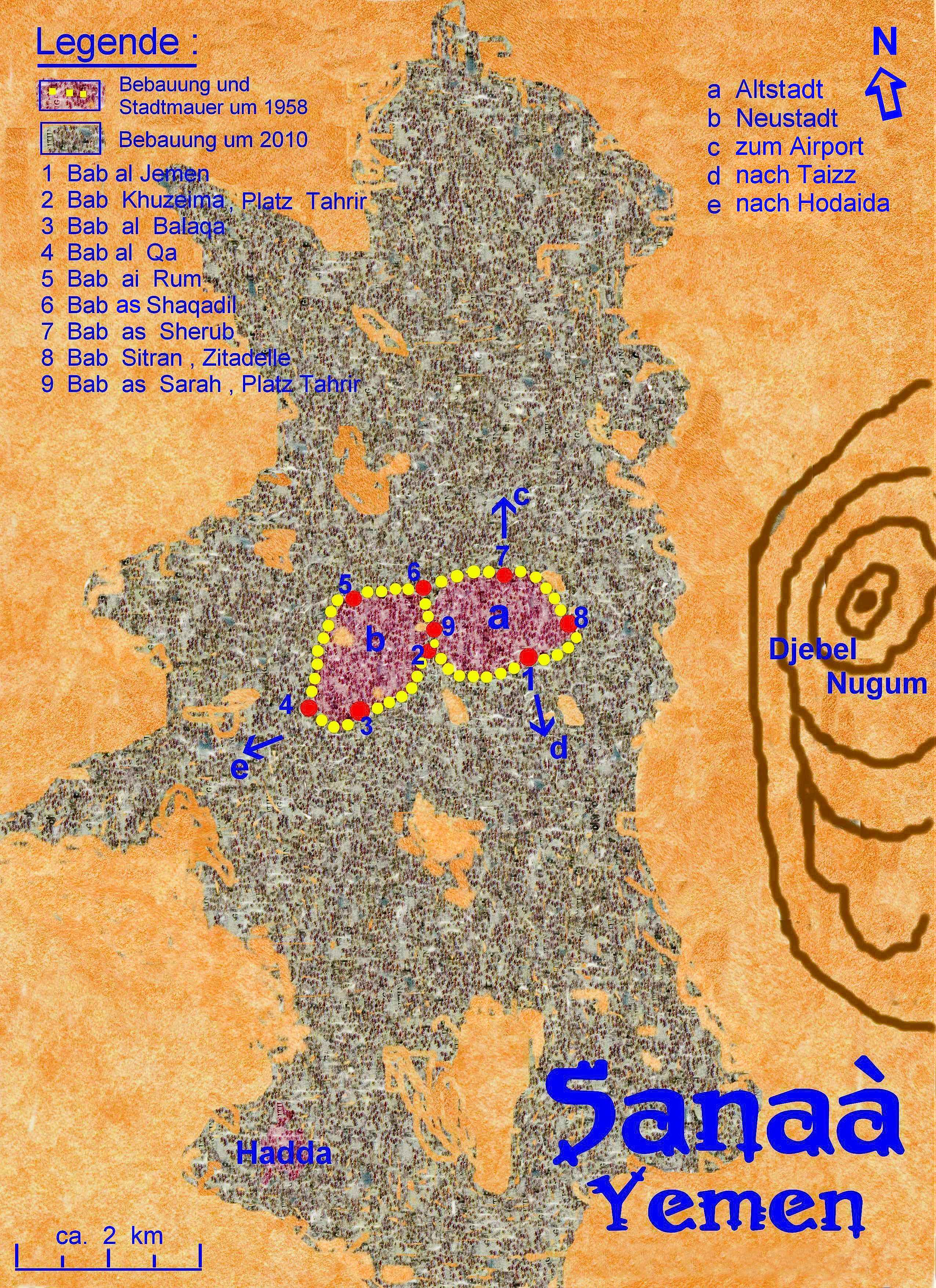
Stadtentwicklung Sanaas seit 1950